# Cucina turca

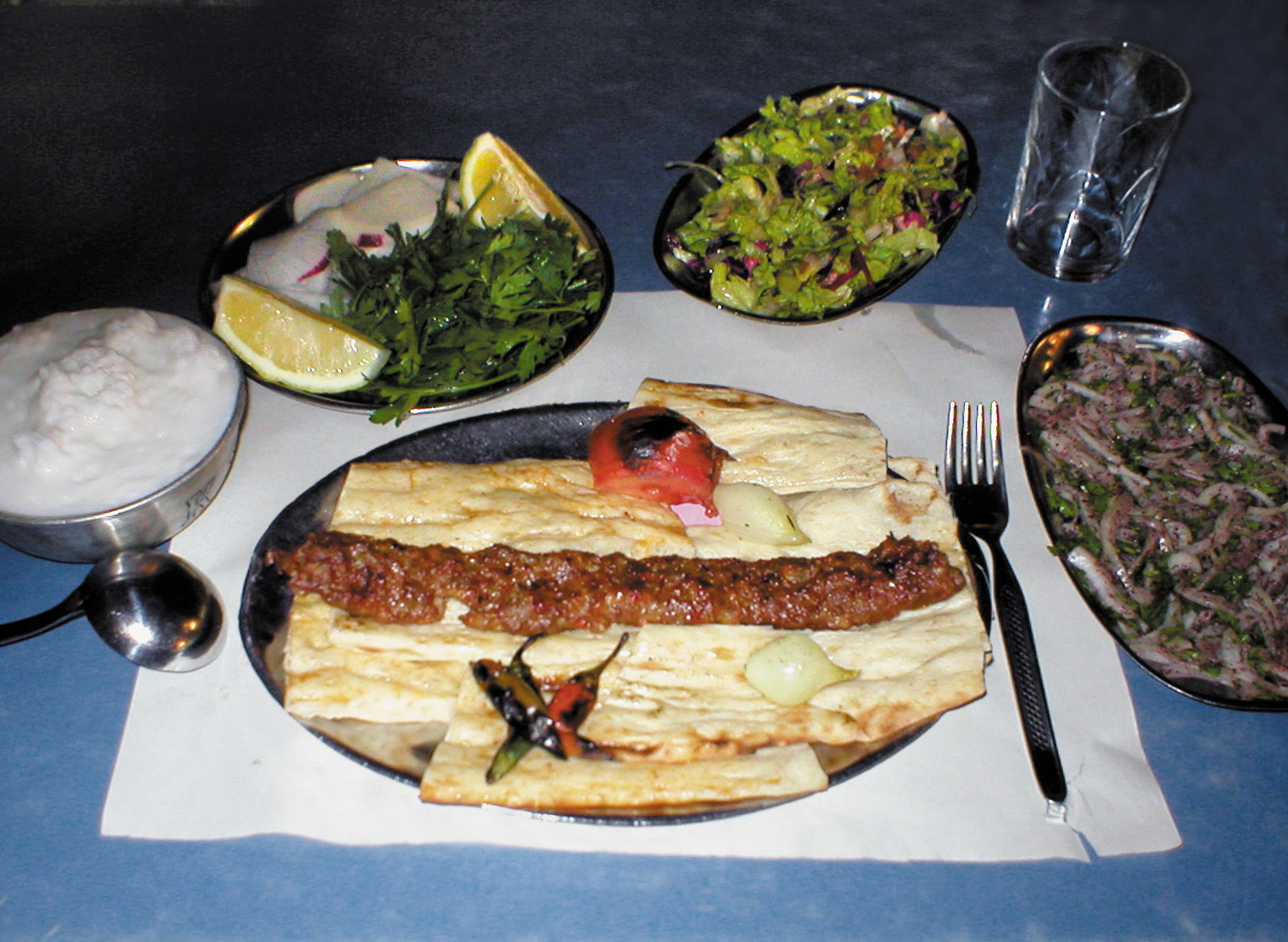
Esempio di pasto turco: Adana kebab servito su pane "pide" e accompagnato da pomodori grigliati, insalata di cipolle, insalata verde, prezzemolo e limone. Da bere l'immancabile ayran.

La cucina turca è l'espressione dell'arte culinaria sviluppata in Turchia. Questa trae origine dalla cucina ottomana, che può essere descritta come la fusione e il raffinamento della cucina dell'Asia centrale, del Medio Oriente, del Mediterraneo, del Caucaso e dei Balcani. La cucina turca ha a sua volta influenzato queste cucine e quelle dei Paesi limitrofi, incluse quelle dell'Europa Occidentale. Gli Ottomani hanno saputo fondere le varie tradizioni culinarie presenti sul loro territorio, unendo alcune influenze del Medio Oriente a elementi tradizionali dell'Asia Centrale (come lo yogurt): hanno così creato una gran varietà di specialità, molte delle quali con forti associazioni regionali.

## Aspetti geografici

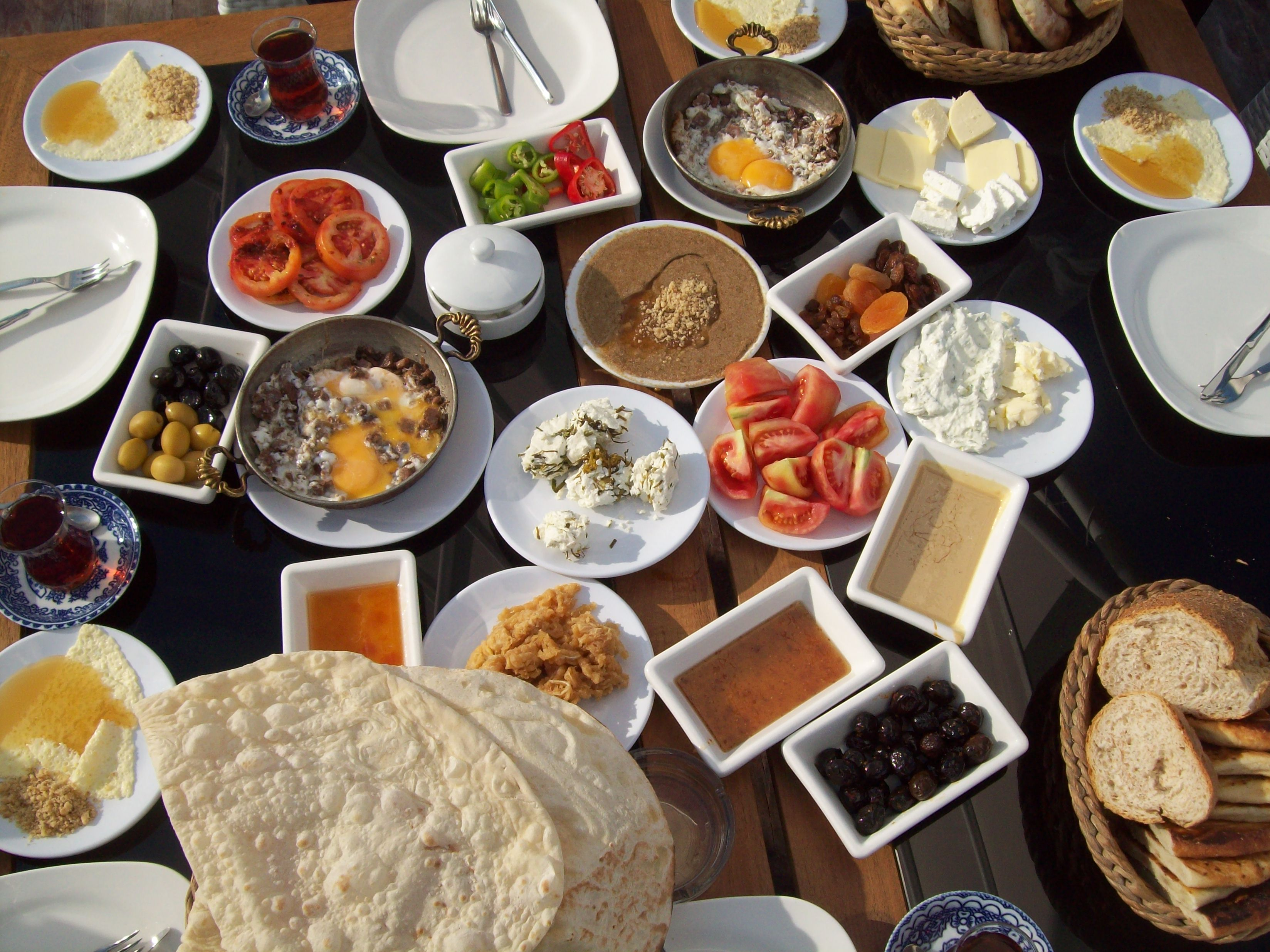
Van kahvaltı, la pantagruelica prima colazione tipica della città di Van.

La cucina turca non ha carattere omogeneo. Fatta eccezione per alcuni tipici piatti turchi che possono essere trovati in tutto il Paese, ci sono molte specialità regionali. La regione del Mar Nero (nord della Turchia) basa la propria cucina su granturco e acciughe. Il sud-est (Urfa, Gaziantep e Adana) è famoso per i suoi kebab, per i suoi meze e per i suoi dolci come baklava, kadayıf e künefe. Soprattutto nella parte occidentale della Turchia, dove sono abbondanti gli ulivi, l'olio d'oliva è il tipo di olio maggiormente utilizzato in cucina. Tutta la costa Mediterranea, Egea e del mar di Marmara presenta le caratteristiche base della cucina mediterranea in quanto è ricca di verdure, aromi e pesce. L'Anatolia Centrale è famosa per le sue paste ripiene come keşkek, mantı, soprattutto da Kayseri, e gözleme.
Il nome di una specialità include a volte quello di una città o regione e può fare riferimento alla tecnica di preparazione o agli ingredienti utilizzati in quell'area. Per esempio la differenza tra Urfa kebab e Adana kebab è l'uso dell'aglio in sostituzione della cipolla e la gran quantità di peperoncino contenuta nel kebab.

## Abitudini alimentari

### Ingredienti chiave

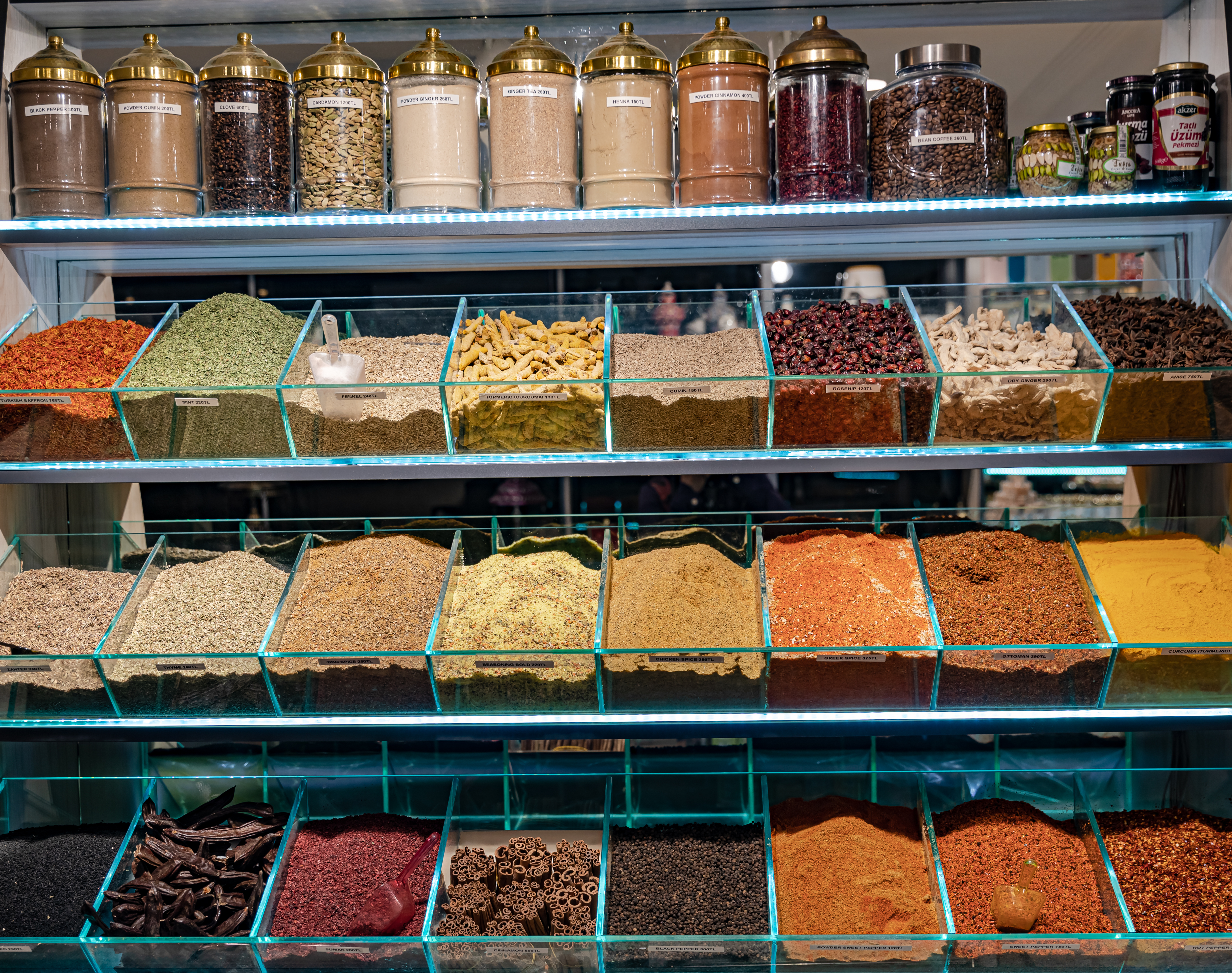
Spezie a Istanbul.

Gli ingredienti più frequentemente utilizzati per preparare le specialità turche sono: carne, melanzane, peperoni verdi, cipolle, aglio, lenticchie, fagioli, e pomodori.
Un posto speciale nella cucina turca hanno anche le spezie e tutte le varietà di frutta secca, soprattutto pistacchi, castagne, mandorle, nocciole e noci. Queste, oltre ai ceci arrosto, vanno collettivamente sotto il nome di kuruyemiş e accompagnano il raki come aperitivo. Una gran varietà di spezie viene venduta presso i Bazar delle Spezie (fra questi il più famoso è il Mısır Çarşısı di Istanbul). Le spezie e gli aromi più utilizzati comprendono: prezzemolo, cumino, aneto, pepe nero, paprica, menta, origano e timo.

### Prima colazione
Una tipica colazione turca include: formaggio (beyaz peynir, kaşar, etc), burro, olive, uova, pomodori, cetrioli, peperoni verdi, marmellata e miele. Nel pasto del mattino è possibile vengano inclusi anche i sucuk (tipica salsiccia speziata), pastırma, börek, simit (vedi foto), poğaça e persino zuppe. Un'altra specialità turca per la prima colazione è il menemen che viene preparato con uova, pomodori e peperoni verdi soffritti in burro o in olio d'oliva. La bevanda servita a colazione è sempre il tè nero. La parola turca per dire "colazione" è "kahvaltı" che letteralmente significa "prima del caffè".

### Ristoranti
Anche se i fast food stanno acquisendo molta popolarità e la maggior parte delle grandi catene di fast food sono presenti su tutto il territorio, difficilmente i turchi li preferiscono ai ricchi piatti della cucina nazionale. Inoltre alcuni dei piatti tipici della Turchia sono da sempre serviti come fast food: soprattutto köfte, döner, kokoreç (simile ai Gnummareddi), börek e gözleme. Le numerose lokanta corrispondono poi alle nostre trattorie e offrono la tradizionale cucina casalinga a prezzi ragionevoli.

## Latticini

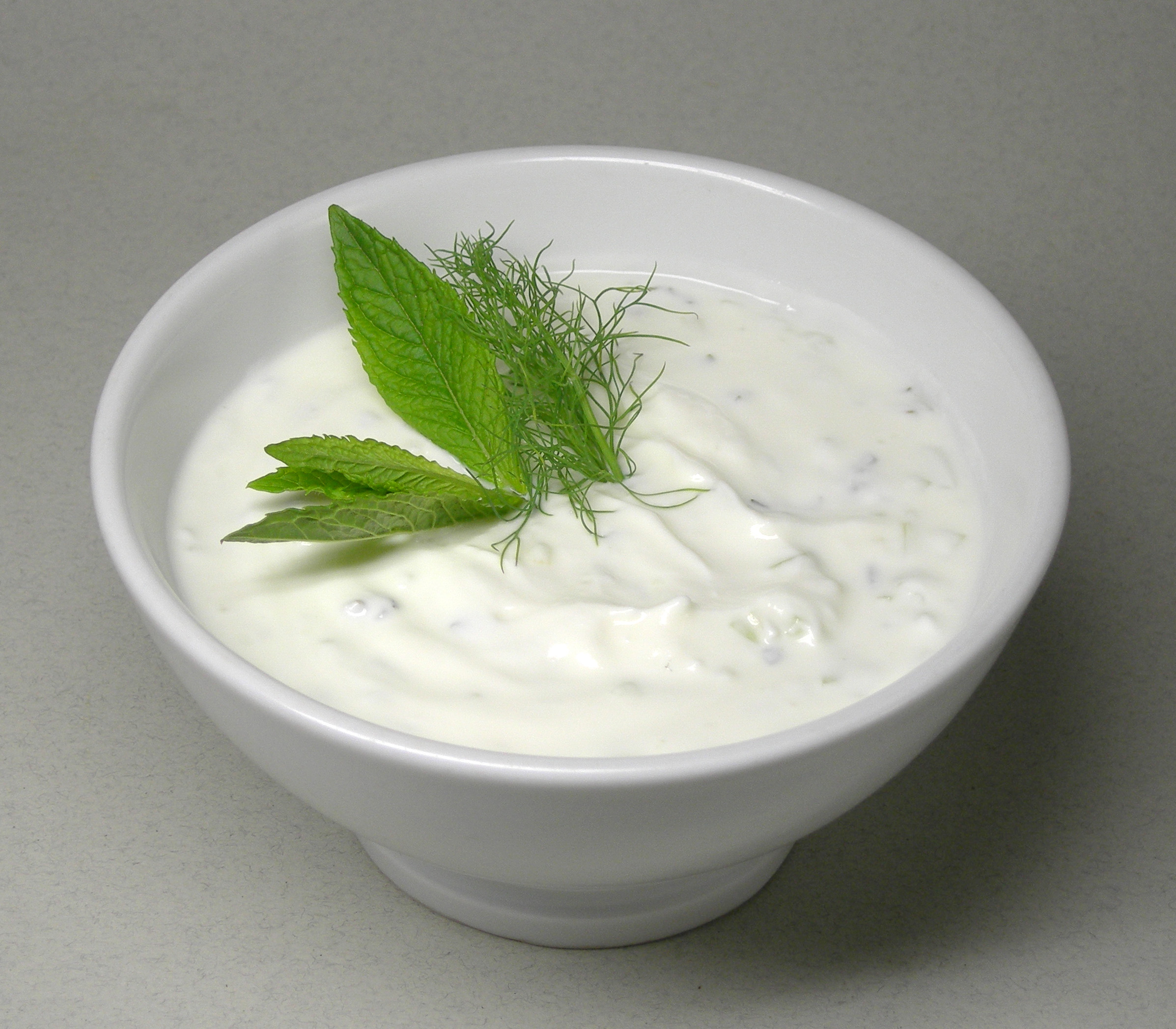
Una ciotola di cacık, a base di yogurt, cetrioli, aglio, olio e menta

Lo yogurt è un elemento base della cucina turca. Infatti il termine italiano “yogurt”, pressoché invariato in tutte le lingue, deriva dal turco yoğurt. Lo yogurt viene servito come accompagnamento di quasi ogni tipo di pietanza a base di carne (kebab, köfte) o verdura, specialmente melanzane fritte, zucchine e spinaci con carne macinata, ed è fondamentale nella preparazione di molte varietà di meze e per condire i mantı, una tipica pasta ripiena di carne. L'ayran, una delle bevande in assoluto più comuni in Turchia, è anch'esso a base di yogurt. Lo yogurt è inoltre spesso utilizzato come ingrediente nella preparazione di zuppe, salse (cacık), torte e pasticcini.

### Formaggi

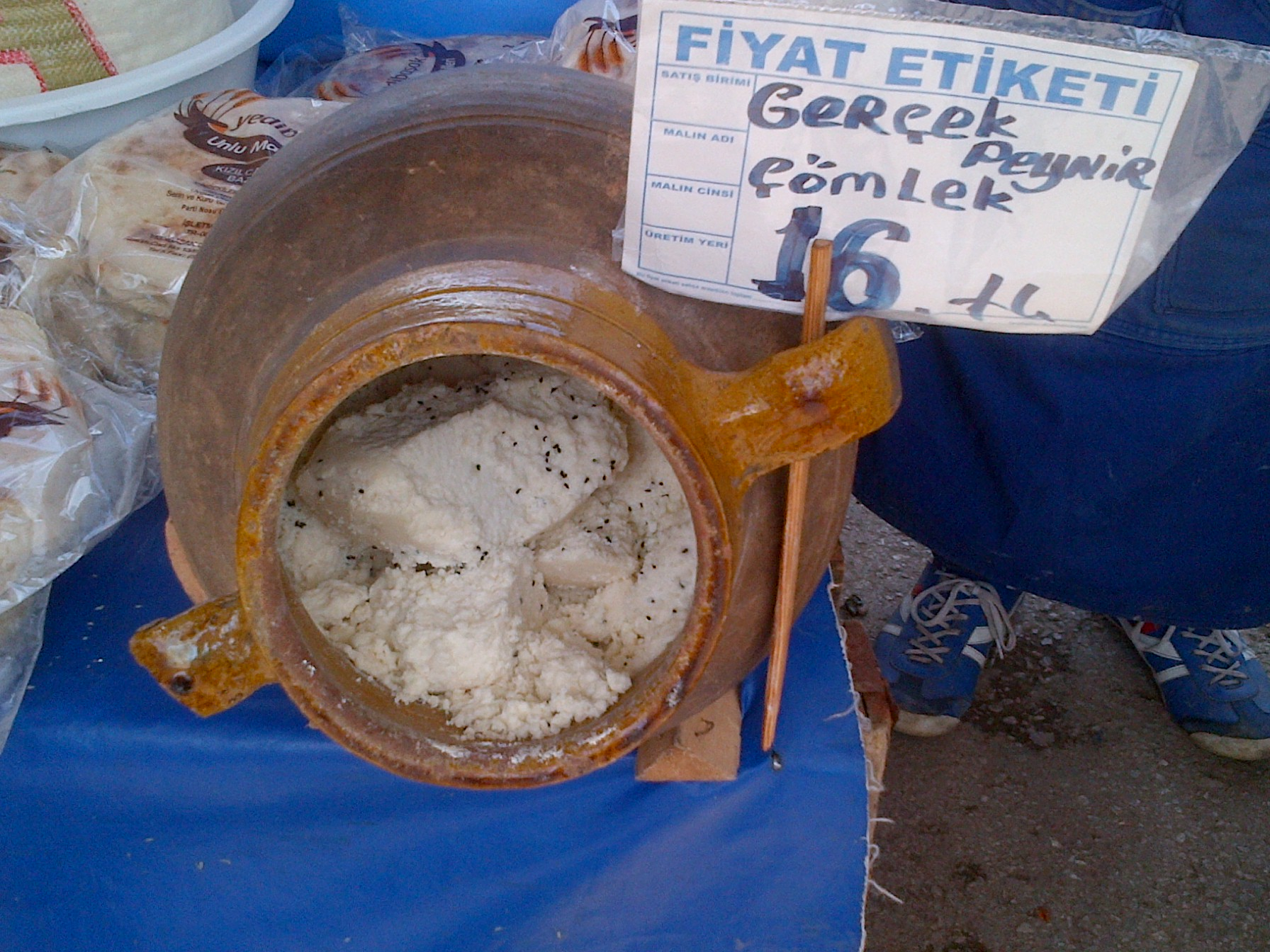
Küp peyniri, formaggio invecchiato in un orcio di coccio

In Turchia vengono prodotte molte varietà di formaggio, soprattutto con latte di pecora. In generale questi formaggi non hanno una lunga stagionatura e non sono molto grassi. Molti tipi di formaggio sono prodotti a livello regionale:
- Beyaz peynir (formaggio bianco) è un formaggio salato, che deve il proprio nome al colore. Può essere paragonato al formaggio greco feta. È prodotto in svariate qualità, che vanno dalla cagliata alle versioni più stagionate e quindi dure. È consumato da solo, per esempio a colazione, utilizzato in insalate o utilizzato come ingrediente per preparare piatti caldi, come menemen, börek e pide (pizza turca).
- Kaşar è l'altro onnipresente formaggio turco. È un formaggio piuttosto grasso a base di latte di pecora, simile al greco kasseri. La sua versione meno stagionata, chiamata kaşar fresco, è altrettanto largamente consumata.
- Kaşkaval[5] è un pecorino rotondo di colore giallo, simile al kaşar fresco.
- Tulum è un formaggio caprino conservato in sacche di pelle di capra. Esistono varietà regionali di questo formaggio nell'area di Smirne, Erzincan e Ödemiş.[6]
- Otlu peynir ("formaggio alle erbe") è prodotto in molte aree, soprattutto nell'est dell'Anatolia. Viene tradizionalmente utilizzato latte di pecora o capra e recentemente anche di mucca. Il tipo di erbe utilizzate varia a seconda della regione.
- Gravyer è la versione turca del groviera svizzero.
- Dolaz è un formaggio tradizionale prodotto dal siero di latte di pecora o capra da nomadi nel distretto dei laghi.
- Golot è un formaggio tradizionale prodotto a Trebisonda e Rize, nella regione del Mar Nero orientale.
- Lavaş è un formaggio di latte di pecora prodotto a Diyarbakır e Antakya.
- Çeçil e Telli peynir sono due formaggi a corda prodotti rispettivamente sull'altopiano armeno e nella regione di Trebisonda.
- Küp peyniri è un formaggio prodotto e invecchiato in un orcio di coccio.

## Pane e prodotti da forno

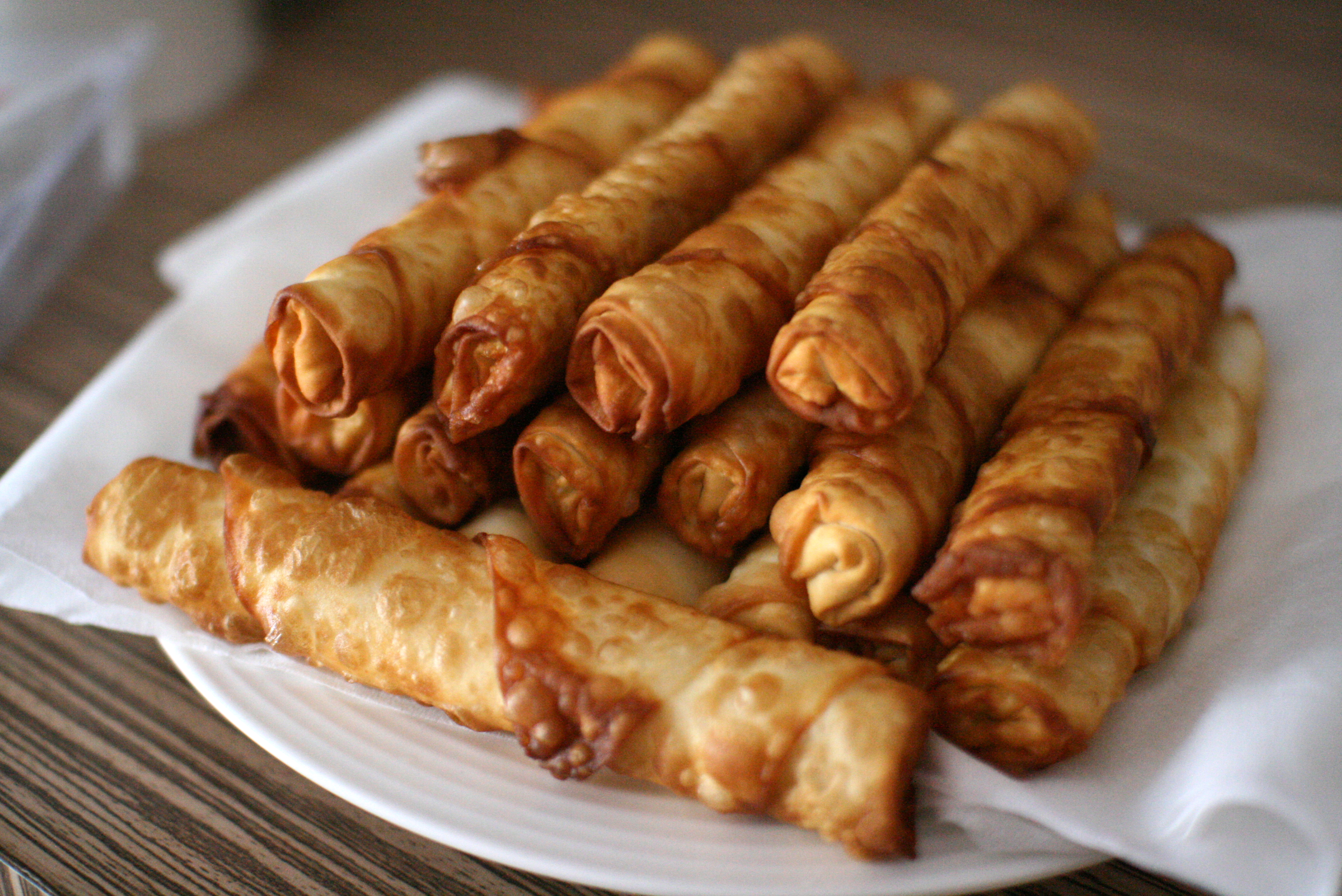
Sigara böreği

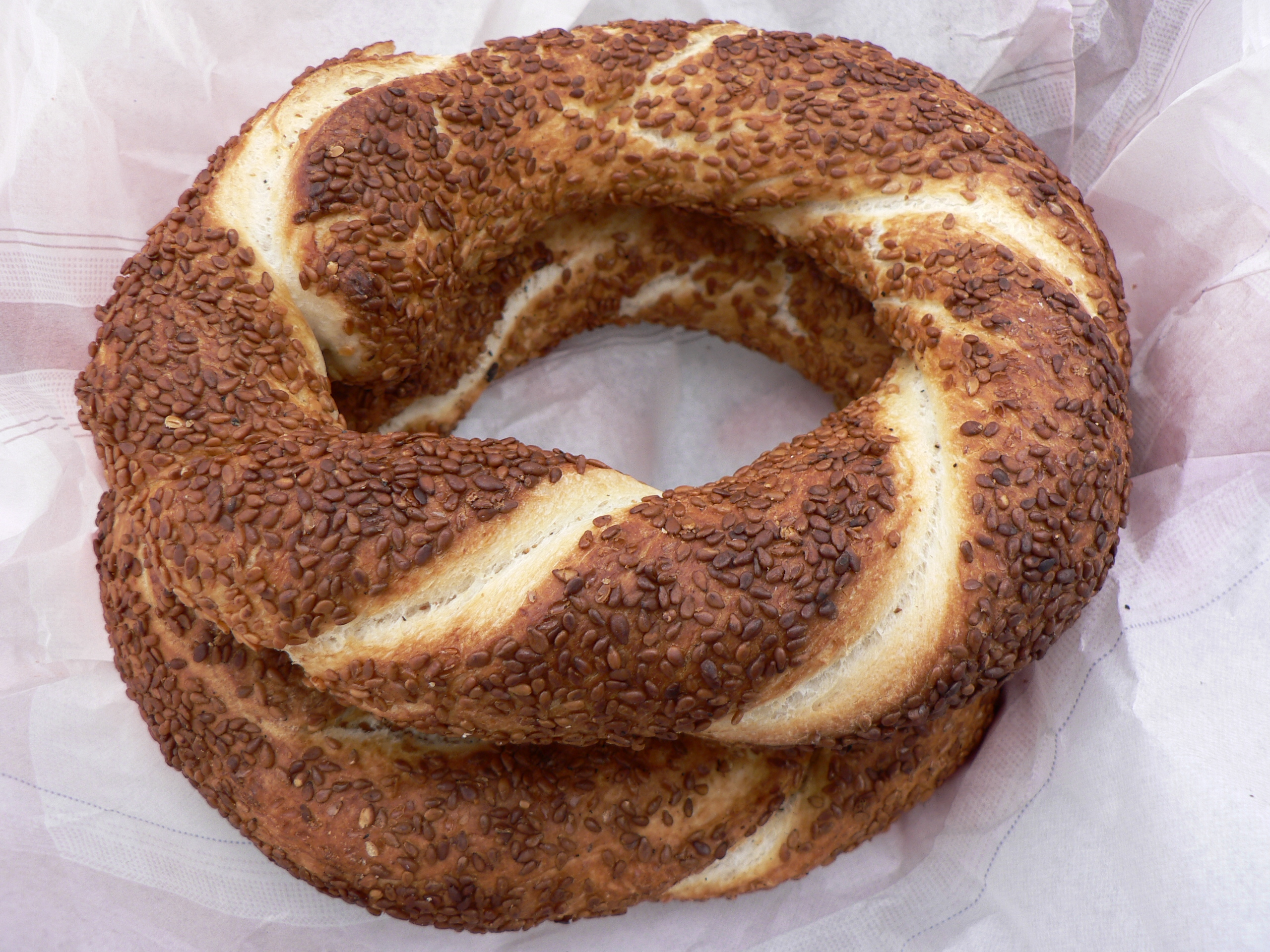
Simit è una ciambella di pane coperta di semi di sesamo, tipicamente consumata durante la prima colazione.

Oltre al classico pane bianco (ekmek), esistono molte varietà di pane “arabo”, tra cui: Lavaş, Tandır, Bazlama, ecc.
Molto conosciuto è anche il Pane di Vakfıkebir, prodotto nella regione di Trebisonda.
La cucina turca vanta inoltre moltissime varietà di prodotti da forno, dolci e salati. Alcuni di questi sono:
- Börek è il nome generale che si attribuisce a tutti i prodotti fatti con yufka (pasta fillo), che consiste in uno strato molto sottile di pasta. Il più comune è chiamato su böreği ed è fatto con strati di yufka/phyllo bolliti, formaggio e prezzemolo. Ve ne sono poi molti altri tra cui Çiğ börek (fritto e pieno di carne), Sigara böreği (a forma di sigaretta e solitamente farcita con formaggio).

- Poğaça è il nome generico delle "brioche" salate, mentre çörek è un altro nome con cui si possono chiamare anche quelle dolci.

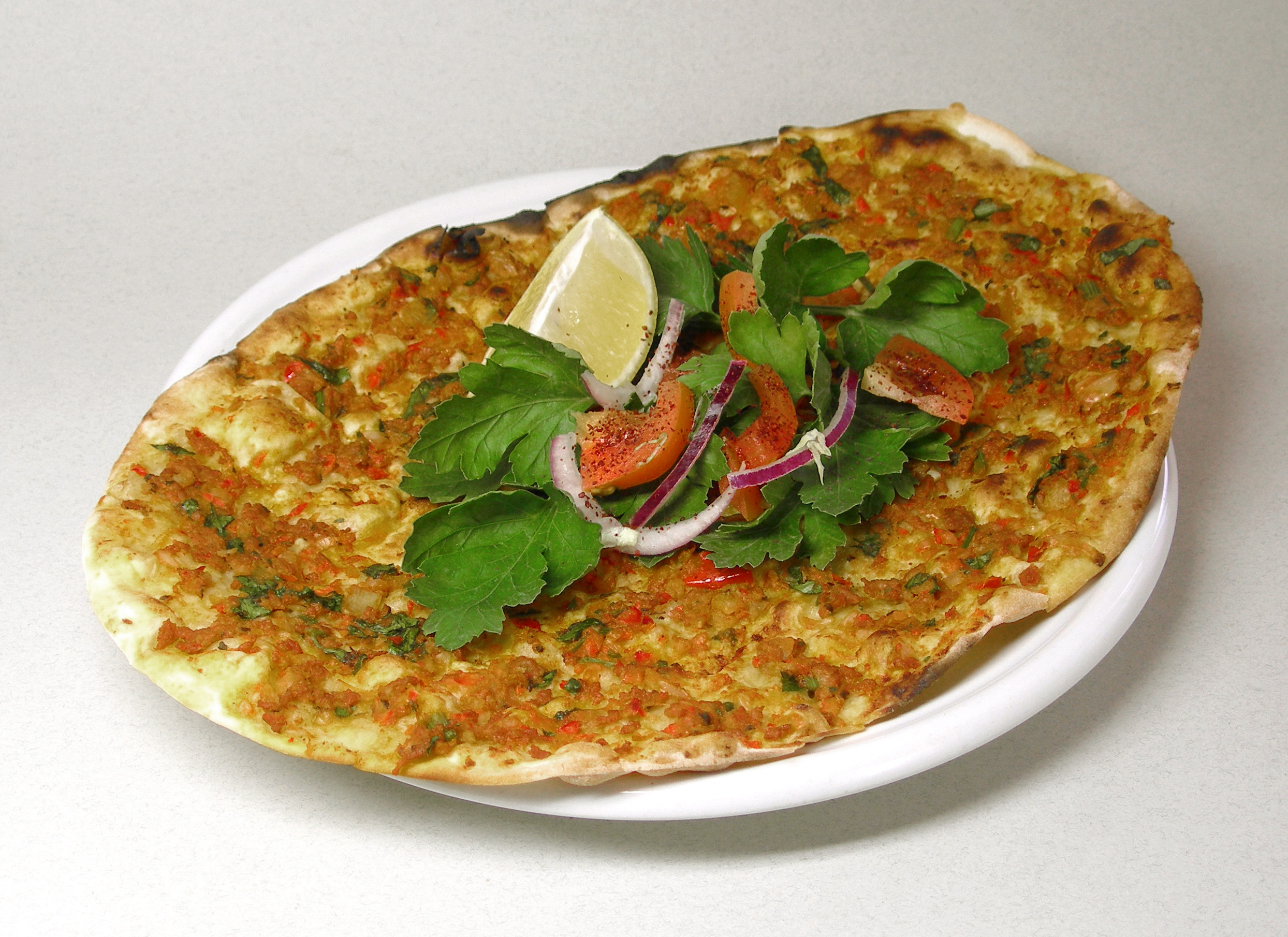
Lahmacun

- Gözleme è un piatto tipico delle aree rurali. Consiste in pane lavaşo pasta phyllo farcita con spinaci, formaggio e prezzemolo, carne macinata o patate e successivamente cucinata su una grande piastra (tradizionalmente sac).

- Lahmacun, che significa impasto con carne in arabo, è un sottile strato di pasta ricoperto di carne macinata piccante, pomodoro, e altri ingredienti. Viene solitamente cotto in un forno a legna e servito con insalata e limone.

- Pide è una delle specialità turche più comuni e può essere fatta con carne macinata insieme a cipolle, pomodori, prezzemolo e spezie, con formaggio, con spinaci, con pezzi di carne, con sucuk, con pastırma e/o uova. Ne esiste una versione aperta, quasi a formare una sorta di occhio, e una versione chiusa.

- Açma è un pane soffice che si può trovare quasi ovunque in Turchia. Viene solitamente mangiato a colazione e ricorda la forma del Simit.

- Katmer è un pane a strati tipico anche delle cucine dell'asia centrale.

## Zuppe
Un pasto turco inizia solitamente con una leggera zuppa (çorba). Le varie zuppe prendono in genere il nome dal loro ingrediente principale e le più comuni sono quelle di lenticchie e di yogurt. Molto comuni sono anche mercimek (a base di lenticchie rosse), tarhana ed Ezo Gelin ("la nuora o sposa Ezo") çorbası. Le zuppe più sostanziose, come İşkembe (usata per lenire i postumi di un'ubriacatura) e paça çorbası, non fanno solitamente parte dell'alimentazione quotidiana.

## Pilav e Pasta

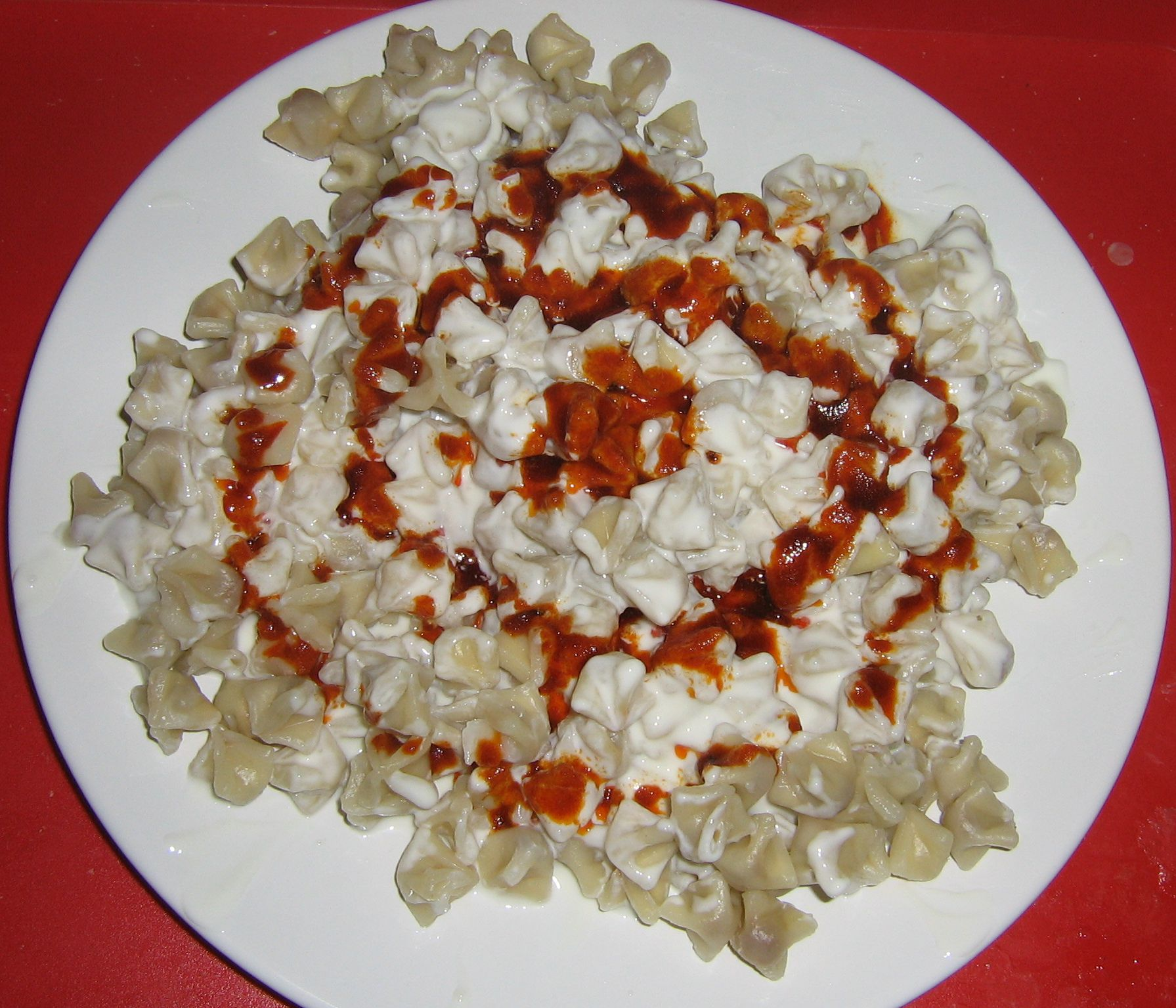
Mantı con yogurt, peperoncino e burro fuso.

Il riso pilav accompagna quasi qualsiasi pietanza. Oltre alla versione base ne esistono diverse varianti tra cui: Domatesli pilav (al pomodoro), Etli pilav (con pezzetti di carne), Nohutlu pilav (con ceci), İç pilav (con fettine di fegato, uvetta, pinoli, noci, cannella e una varietà di erbe), Patlıcanlı pilav (con melanzana), Özbek pilavı (con agnello, cipolla, pomodoro e carota), Acem pilavı (con agnello cotto con pistacchi, cannella, ecc). Oltre che di riso, il pilav può essere di Bulgur (grano spezzato), solitamente mescolato con pomodori, peperoni verdi e pezzetti di carne. Il nome bulgur pilavı indica che è una specie di riso, anche se in realtà si tratta di frumento.
Oltre alla pasta secca all'italiana (makarna), esistono alcuni tipi di pasta fresca tipici turchi. Il più diffuso è il Mantı che ricorda nella forma un tortellino, ma che viene riempito con carne macinata, cipolle e prezzemolo. Viene servito caldo e solitamente condito con aglio, yogurt, burro fuso e una gran quantità di spezie (origano, menta, peperoncino, ecc). Mantı è di solito consumato come portata principale.

## Verdura
Un piatto di verdure può essere una portata principale in Turchia. Vengono utilizzati moltissimi tipi di verdure tra cui: spinaci, porri, cavolfiore, carciofi, cavolo, sedano, melanzane, peperoni verdi e rossi, fagiolini, rapa, ecc. Un tipico piatto di verdure è preparato saltandole in un soffritto di cipolla e carota ed è completato con l'aggiunta di pomodori freschi e/o di concentrato di pomodoro. Può essere anche aggiunta carne macinata, ma solitamente i piatti di verdura vengono cotti in olio d'oliva, non contengono carne e vengono spesso serviti freddi e accompagnati da riso pilav. Alcune specialità a base di verdura sono:
- Dolma, verdure ripiene di carne e riso
- Mercimek köfte, polpette di lenticchie rosse, che non contengono carne
- Melanzana e peperone verde fritti, molto comune soprattutto in estate e servito con yogurt o salsa di pomodoro e aglio
- Mücver, preparato con una purea di zucchine o patate, uova, cipolla, aneto e/o formaggio e farina. Può essere fritto o cotto in forno

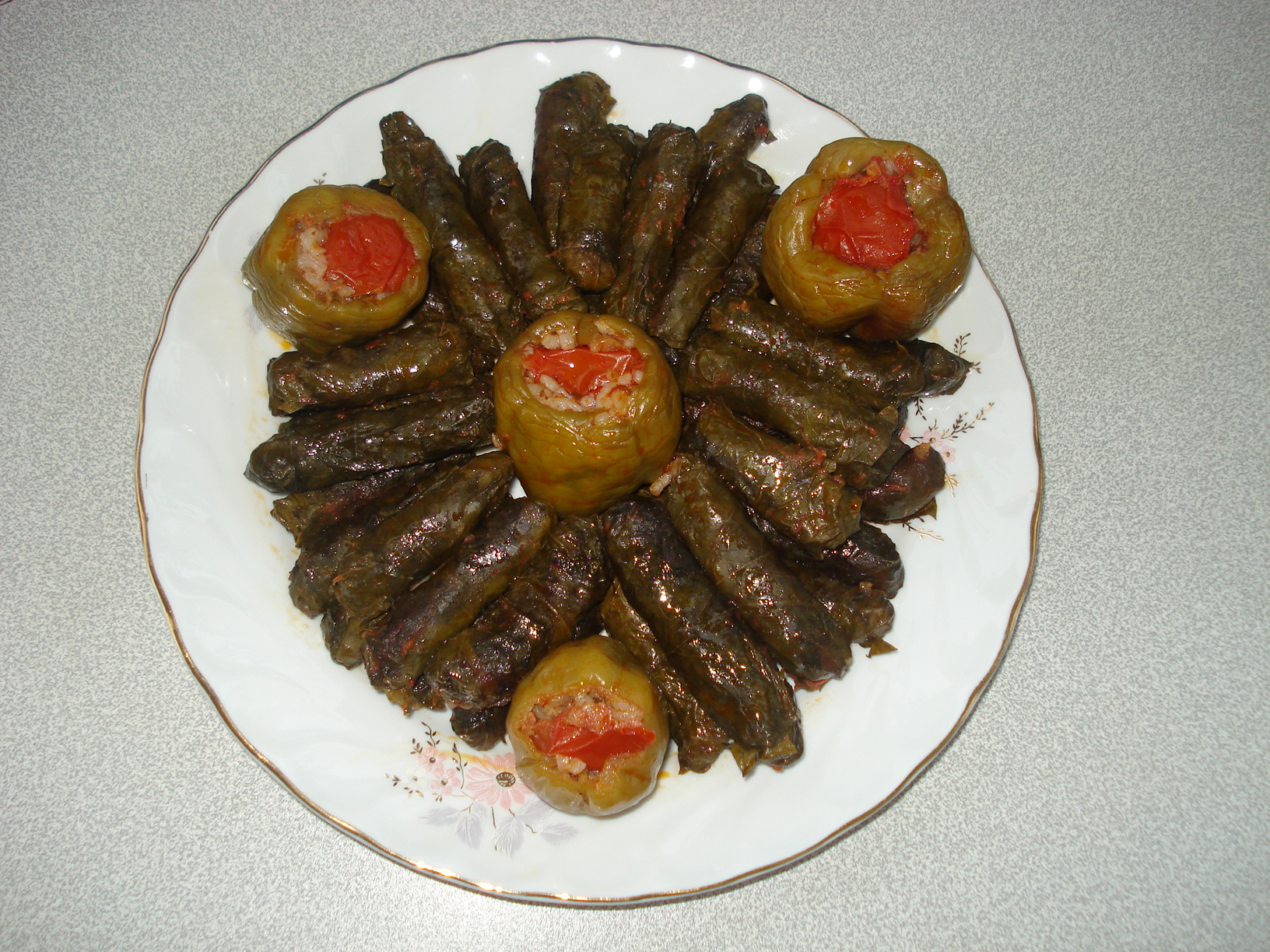
Dolma con peperone verde e Sarma con foglie di vite

### Dolma e Sarma
La parola “dolma” deriva dal verbo turco dolmak (riempire) e significa “cosa ripiena”. Dolma è un piatto molto importante della cucina turca e può essere mangiato come “meze” o come portata principale. Esso consiste in verdura ripiena di riso, ma può anche contenere carne, e viene solitamente servito caldo, con yogurt e varie spezie come origano, peperoncino, ecc. Qualsiasi verdura può essere farcita, ma le più utilizzate sono: peperone verde, zucchina, melanzana, pomodoro e fiore di zucca. Molto comuni, e vendute anche per strada, sono le cozze ripiene di riso.
Un particolare tipo di "dolma" è costituito da sarma, cioè foglie di vite o di cavolo (bianco o nero) arrotolate e ripiene di carne e/o riso.

### Melanzane

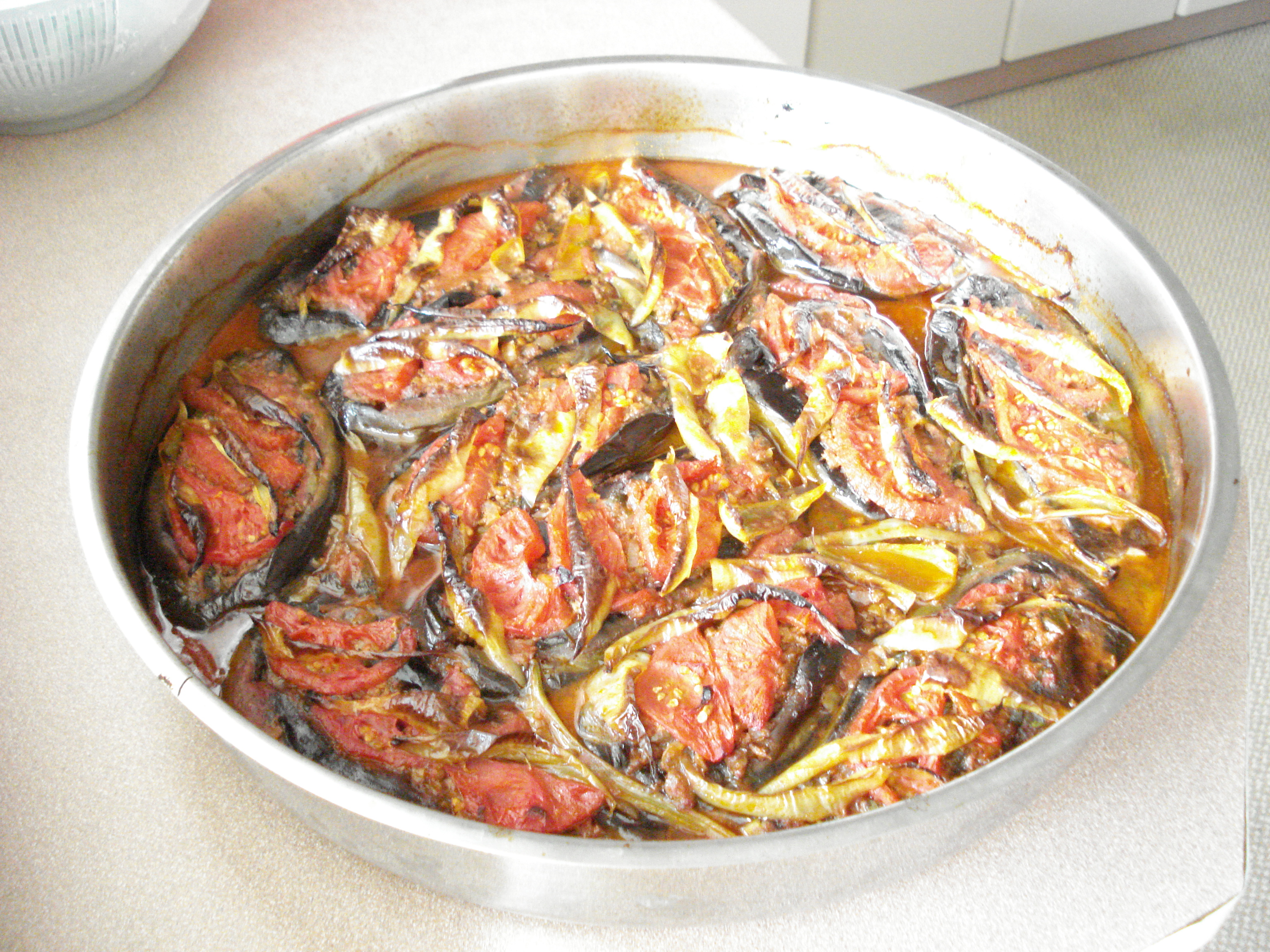
Karnıyarık (melanzane ripiene di carne)

La melanzana (turco patlıcan) è un ingrediente particolarmente importante per la cucina turca. Viene farcita di carne macinata per preparare karnıyarık. Una specialità dell'est della Turchia (soprattutto Tokat e Antep) sono i kebab contenenti melanzana. La melanzana è anche l'elemento principale di un gran numero di meze, contorni e portate principali: şakşuka, patlıcan salatası (una purea di melanzana), patlıcan dolma (melanzana ripiena), hünkâr beğendi (purea di melanzana preparato con formaggio e tradizionalmente servito con stufato d'agnello), imam bayıldı e musakka. Nella provincia di Antalia la melanzana viene utilizzata anche per farne confettura (patlıcan reçeli).

## Frutta
Nella cucina ottomana, la frutta era un accompagnamento piuttosto frequente per la carne. La frutta (fresca o disidratata) più utilizzata a questo scopo è costituita da: prugne, albicocche, datteri, mele, uva e fichi. Per esempio dolma e pilav contengono spesso uvetta.

## Carne e Pesce

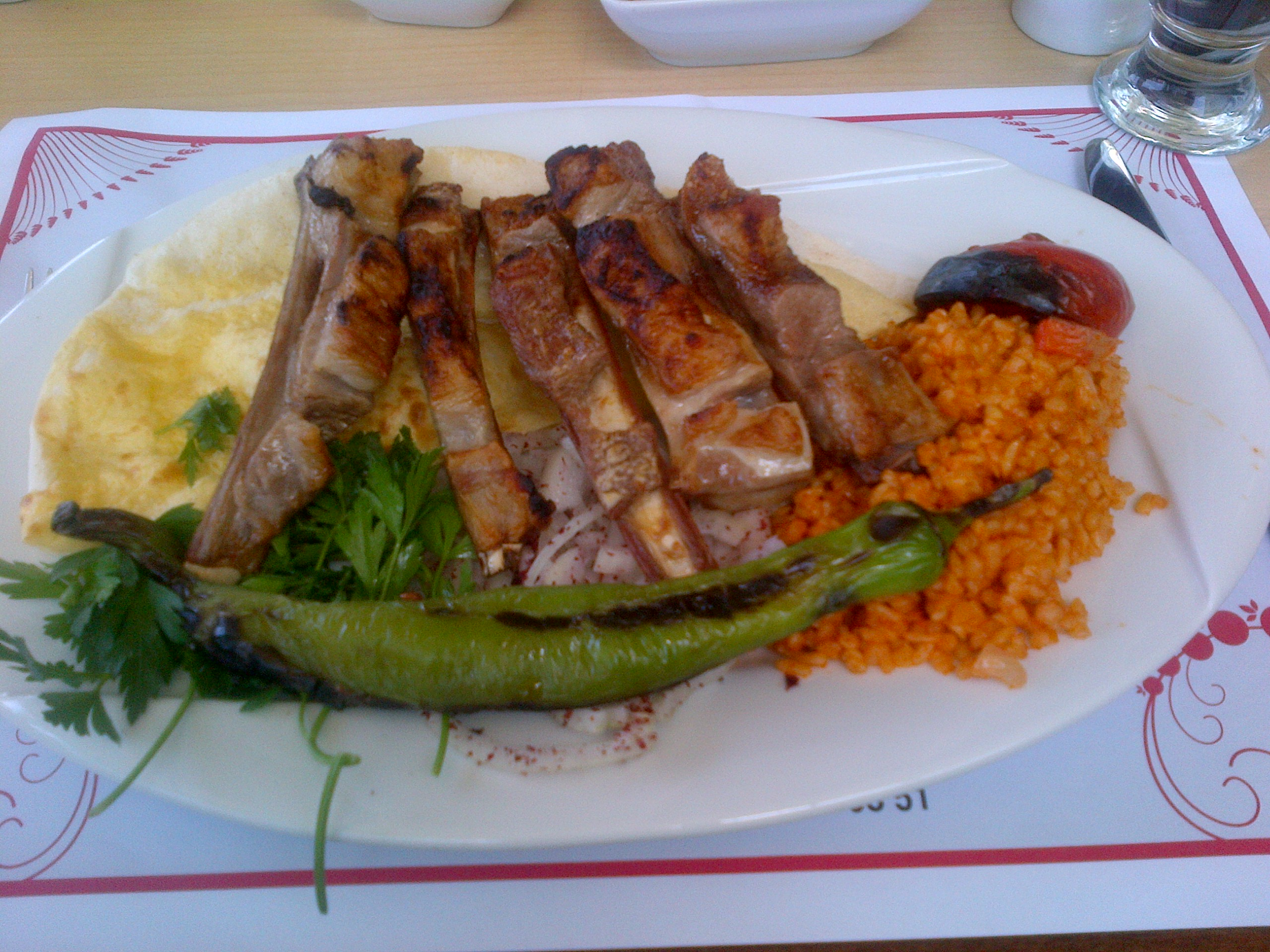
Kuzu kaburga o costolette di agnello arrosto

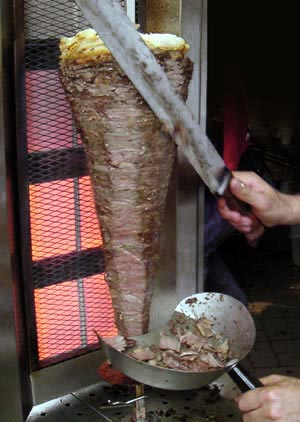
Döner kebap

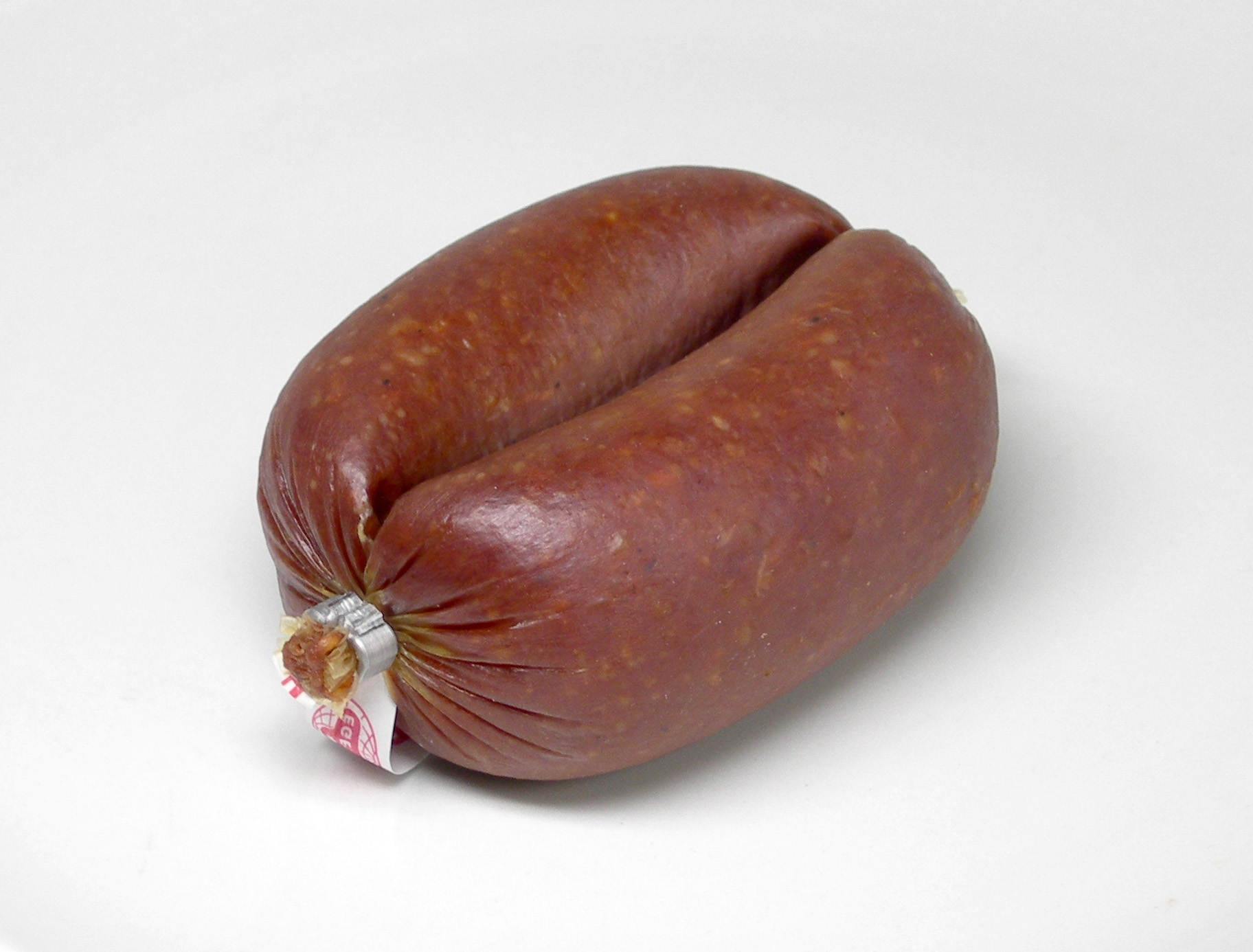
Sucuk (tipica salsiccia turca)

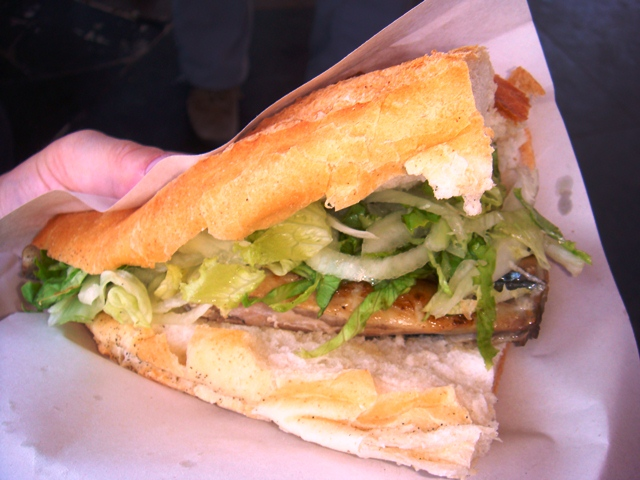
Balık ekmek accompagnato da verdure

La carne fa parte della dieta di tutti i giorni. Il maggior utilizzo della carne in cucina rimane comunque la combinazione di carne macinata e verdure, quasi sempre accompagnate da yogurt.
In alternativa alla carne, che è comunque piuttosto cara, nelle città costiere è particolarmente diffuso il consumo di pesce economico, come per esempio le sardine e le acciughe. Una specialità di Eminönü (quartiere di Istanbul), diffusa in tutta la costa turca, è il cosiddetto "balık ekmek", un panino con pesce alla griglia, pomodori, insalata, ecc.
Molto comune in tutto il paese è il consumo di pollo mentre la carne d'agnello, un tempo molto popolare, rappresenta oggi solo una minima parte del consumo quotidiano.
Essendo un paese a maggioranza islamica, il maiale non fa parte della tradizione culinaria turca ed è pertanto quasi completamente assente.
Alcuni prodotti tipici a base di carne piuttosto importanti sono:
- Köfte: polpetta di carne che può essere preparata in modo diverso a seconda della regione. I suoi ingredienti principali sono carne macinata, prezzemolo, uova, pangrattato, cipolle, aglio e diverse spezie (cumino, origano, menta, pepe, peperoncino, ecc).
- Sucuk: una salsiccia tipica turca molto speziata fatta con carne di manzo e in proporzioni variabili pollo. Questa salsiccia è molto diffusa e viene consumata cotta, soprattutto a colazione.
- Pastırma: un salume molto famoso prodotto esclusivamente con carne di manzo e simile alla bresaola.
- Kokoreç (intestino di pecora): è un cibo tradizionale piuttosto economico che viene cotto cucinato con molte spezie, solitamente sotto forma di döner, e poi mangiato nel pane.

### Kebab
Una delle specialità turche più conosciute al mondo è sicuramente il kebab ("kebap" in turco). Ne esistono moltissime varianti, ma quella più diffusa è sicuramente il döner kebab (kebab che gira), con riferimento allo spiedo verticale in cui la carne viene infilzata e fatta abbrustolire, facendola roteare sull'asse del girarrosto. La carne può essere di agnello, manzo o pollo e, una volta cotta, può essere inserita in pane, durum (pane arabo) o servita direttamente su un piatto e accompagnata da yogurt, salsa di pomodoro e burro fuso ("İskender kebabı").

## Meze

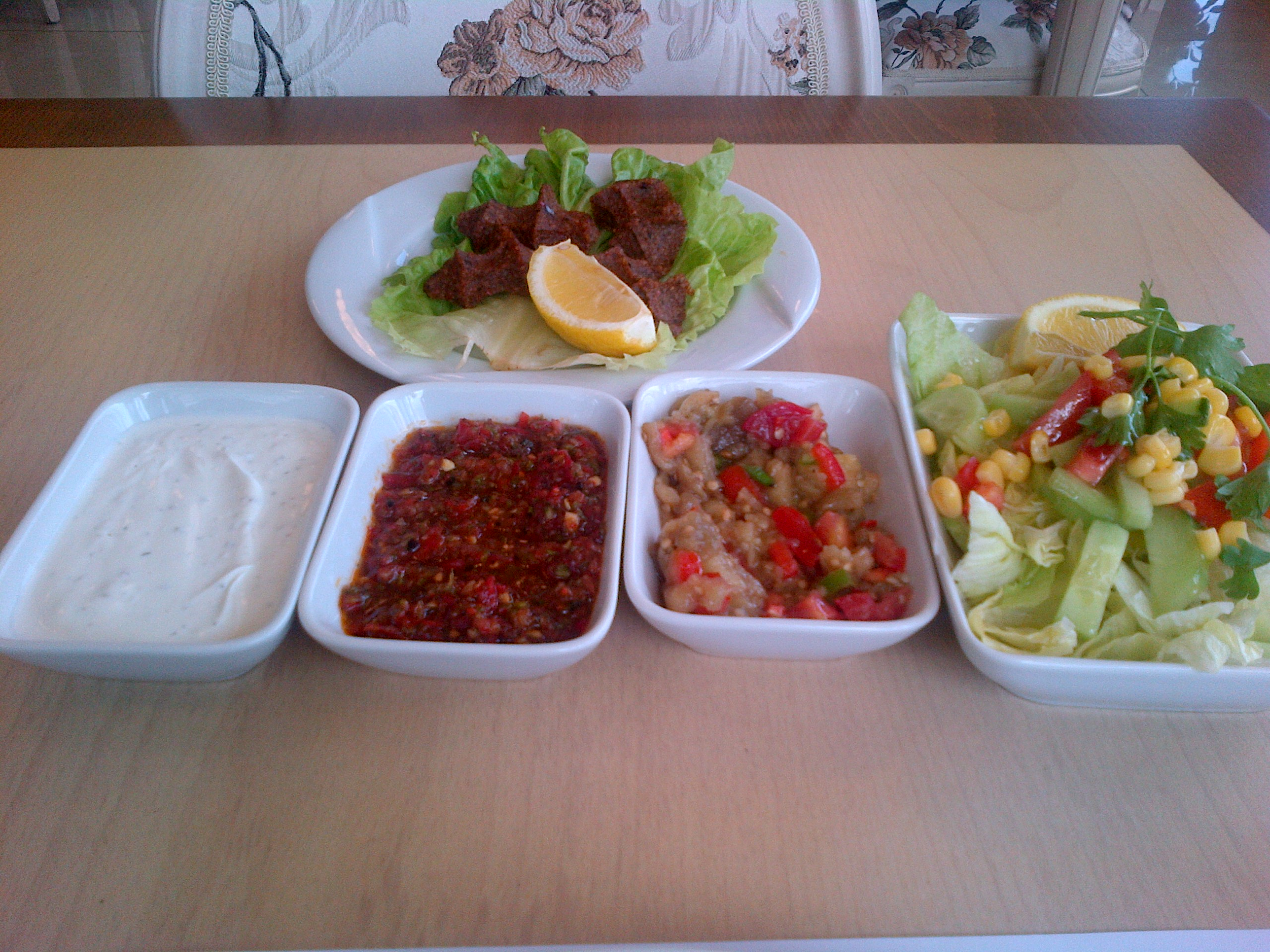
Piatti di meze turchi

Meze è una selezione di cibi serviti solitamente come antipasto. Ne esiste una grande varietà e tutte hanno un sapore e un aspetto completamente distinto. Molte tra le meze più comuni hanno una consistenza cremosa.

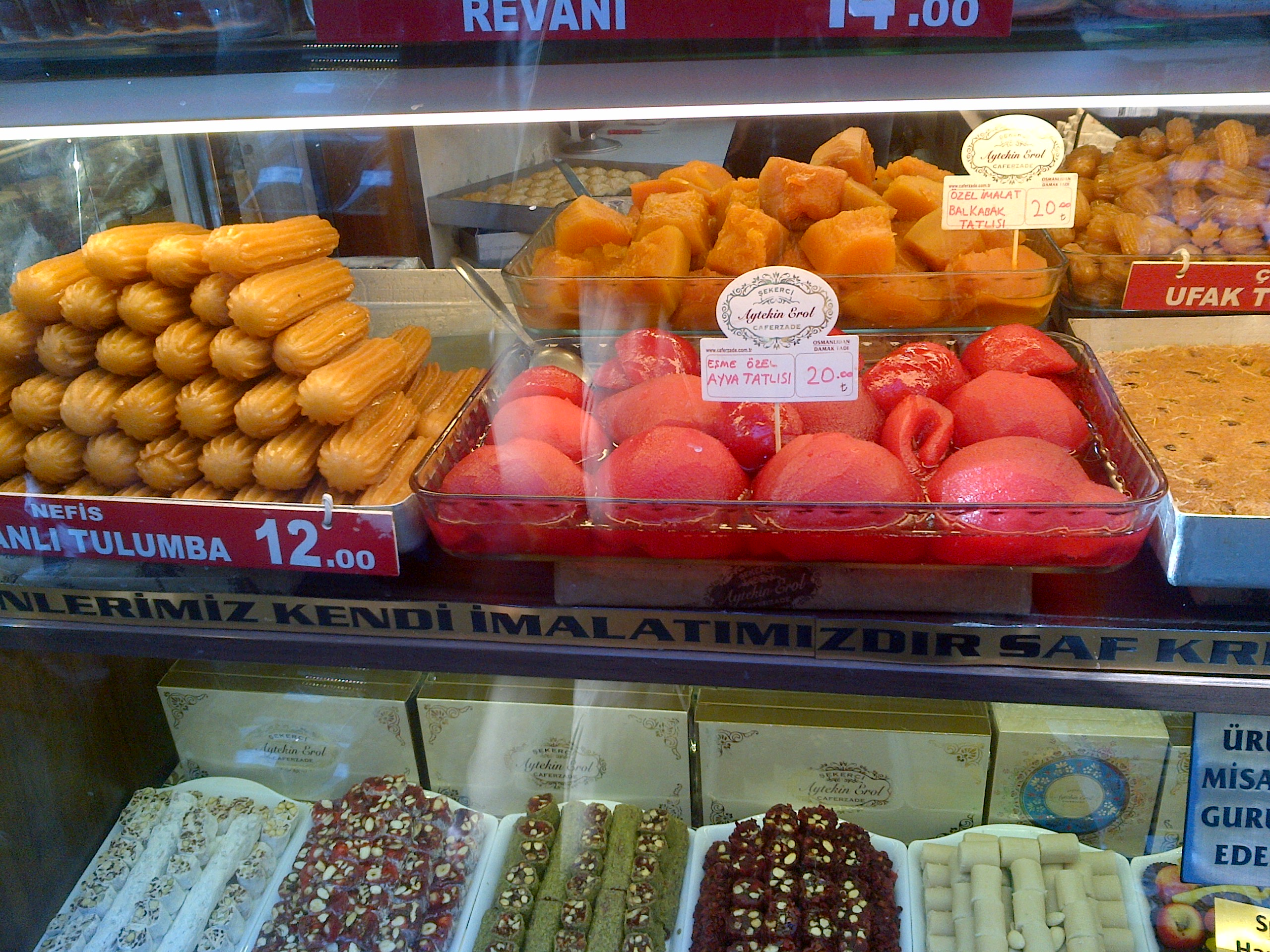
Piatto di tulumba e altri dolci turchi a "Caferzade", Kadıköy.

## Dessert
Uno dei dolci turchi più rinomati nel mondo è il baklava, che consiste in strati di sfoglia sottile, farcita con pistacchi o noci.

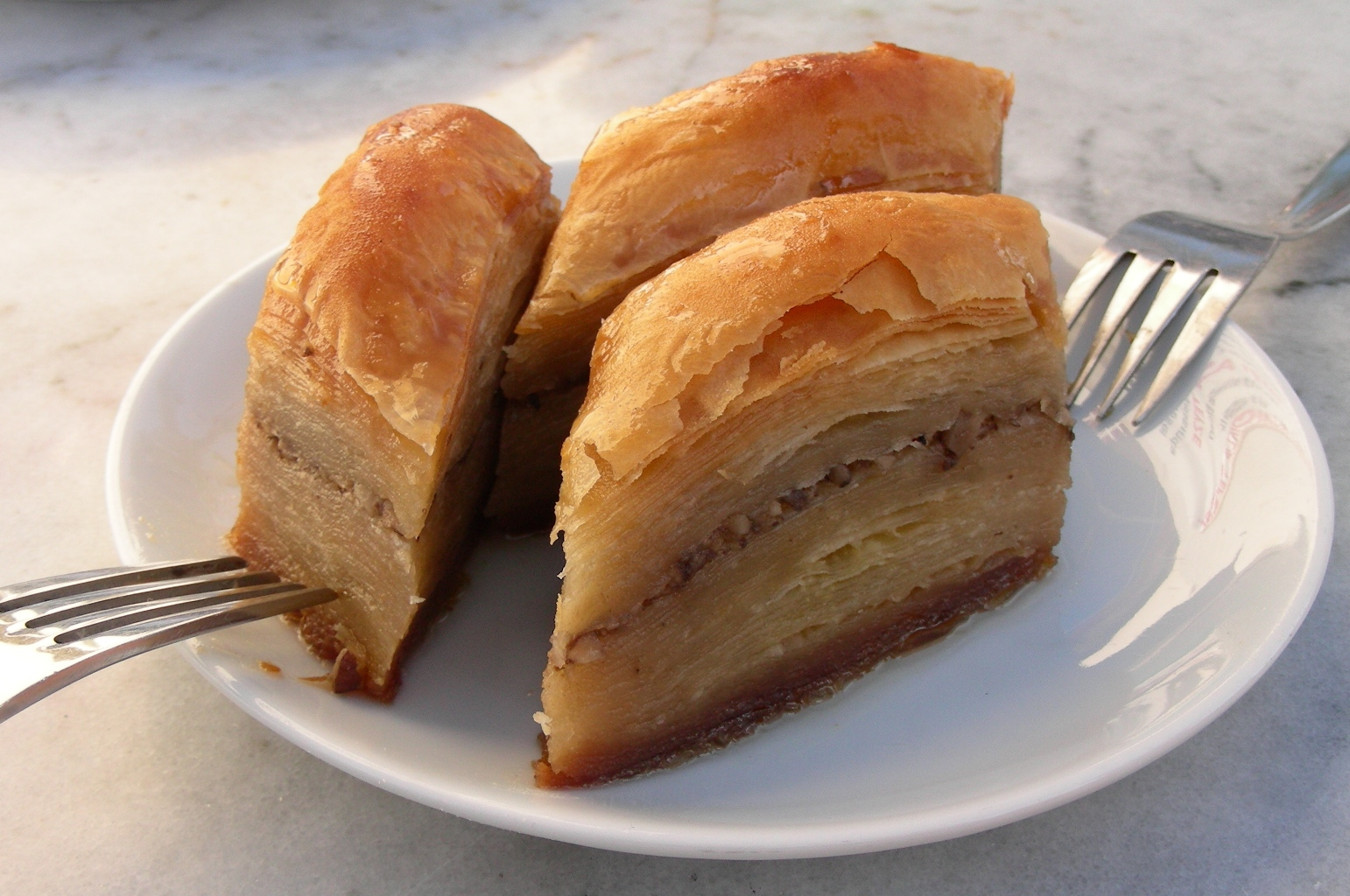
Una porzione di baklava

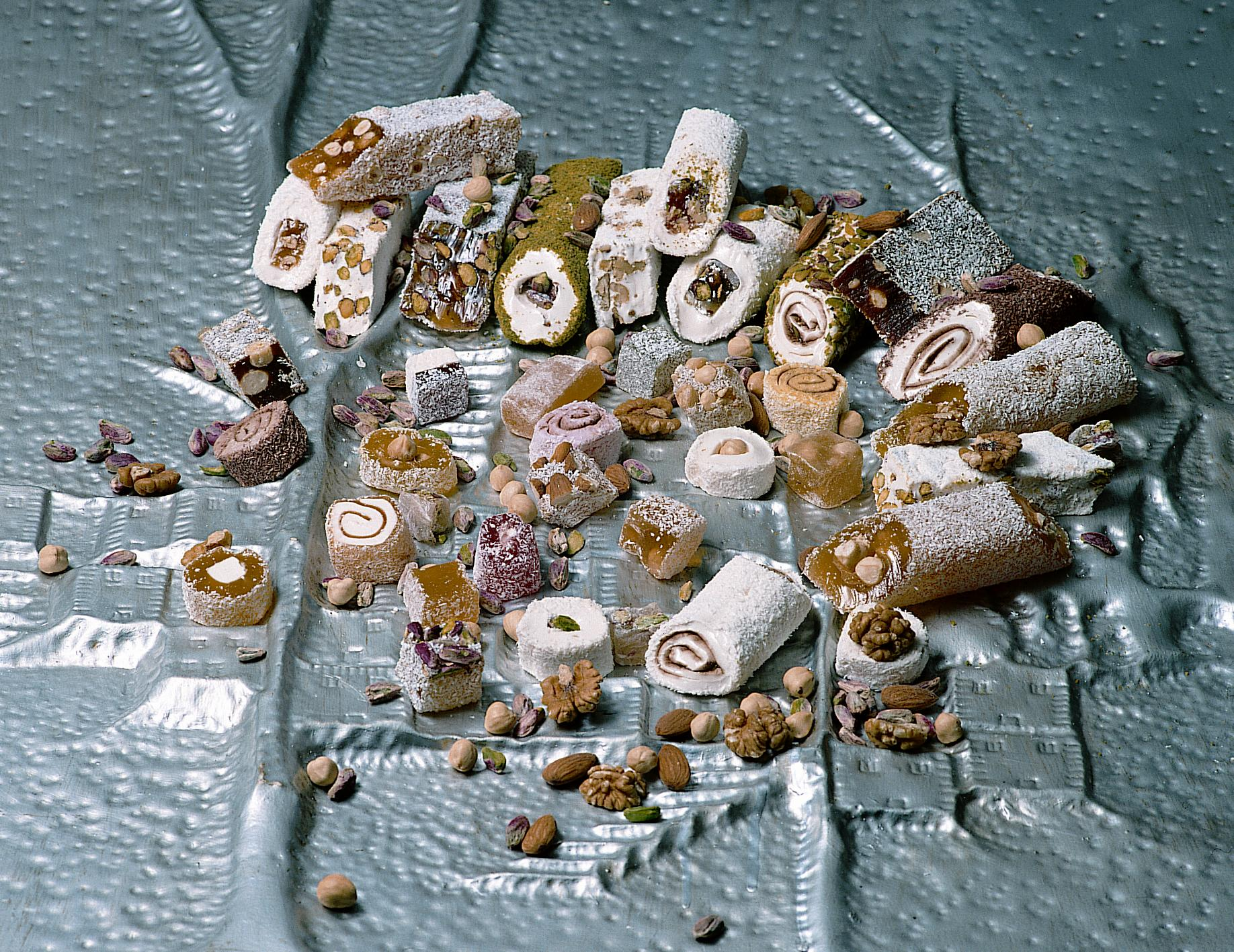
Diverse varietà di lokum

Tra i dolci a base di latte i più comuni sono: muhallebi, su muhallebisi, sütlaç (crema di riso), keşkül (budino alle mandorle), kazandibi, tavuk göğsü (un budino gelatinoso, contenente pezzetti di pollo), e Pepeçura, un budino di mosto cotto.
Alcuni altri dolci tipici sono: 
- Lokum: dolce molto conosciuto in tutto il mondo e di cui esistono svariati tipi.
- Tulumba e Kalburabastı: dolci fritti e immersi nello sciroppo di zucchero, per poi essere consumati freddi
- Lokma: anch'esso fritto e imbevuto di sciroppo
- Kadayıf: prodotto utilizzando lo yufka sminuzzato. Ne esistono diversi tipi che possono essere preparati con noci o pistacchi
- Ekmek kadayıfı: un dolce dal nome simile al precedente, ma dal sapore del tutto diverso. Consiste in una sorta di pane imbevuto di sciroppo e burro e servito accompagnato da kaymak
- Helva: a base di pasta di sesamo e zucchero
- Revani: a base di semolino
- Kemalpaşa tatlısı
- Güllaç: dolce consumato soprattutto durante il periodo di Ramadan, consiste in strati molto sottili di pasta immersi in acqua di rose e latte, inframmezzati da noci. Il dolce è poi guarnito con semi di melograno
- Aşure (o “pudding di Noé”): una specie di zuppa dolce contenente cereali, frutta e noci. Può essere descritto come una zuppa dolce contenente fagioli bolliti, grano e frutta essiccata. Spesso vengono aggiunte cannella e acqua di rose al momento di servire
- Molti sono i dolci a base di frutta: kabak tatlısı (zucca), ayva tatlısı (mela cotogna), incir tatlısı (figo), elma tatlısı (mela) e armut tatlısı (pera). Essi vengono preparati cucinando la frutta con zucchero, garofano e cannella senza aggiunta di acqua. In seguito viene fatto raffreddare e servito con noci o pistacchi e kaymak.
- Molto comuni sono anche i tanti tipi di biscotti caserecci (kurabiye).
- Hoşaf, una composta di frutta secca.
- Şambaba tatlısı, un dolce a base di semolino.
- Pestil, polpa di frutta secca preparata nei mesi invernali.
- Dilber dudağı, un pasticcino fatto con la stessa pasta del baklava.
- Supangle, un budino al cioccolato e pandispagna.
- Torpil, un cannolo.

### Specialità regionali

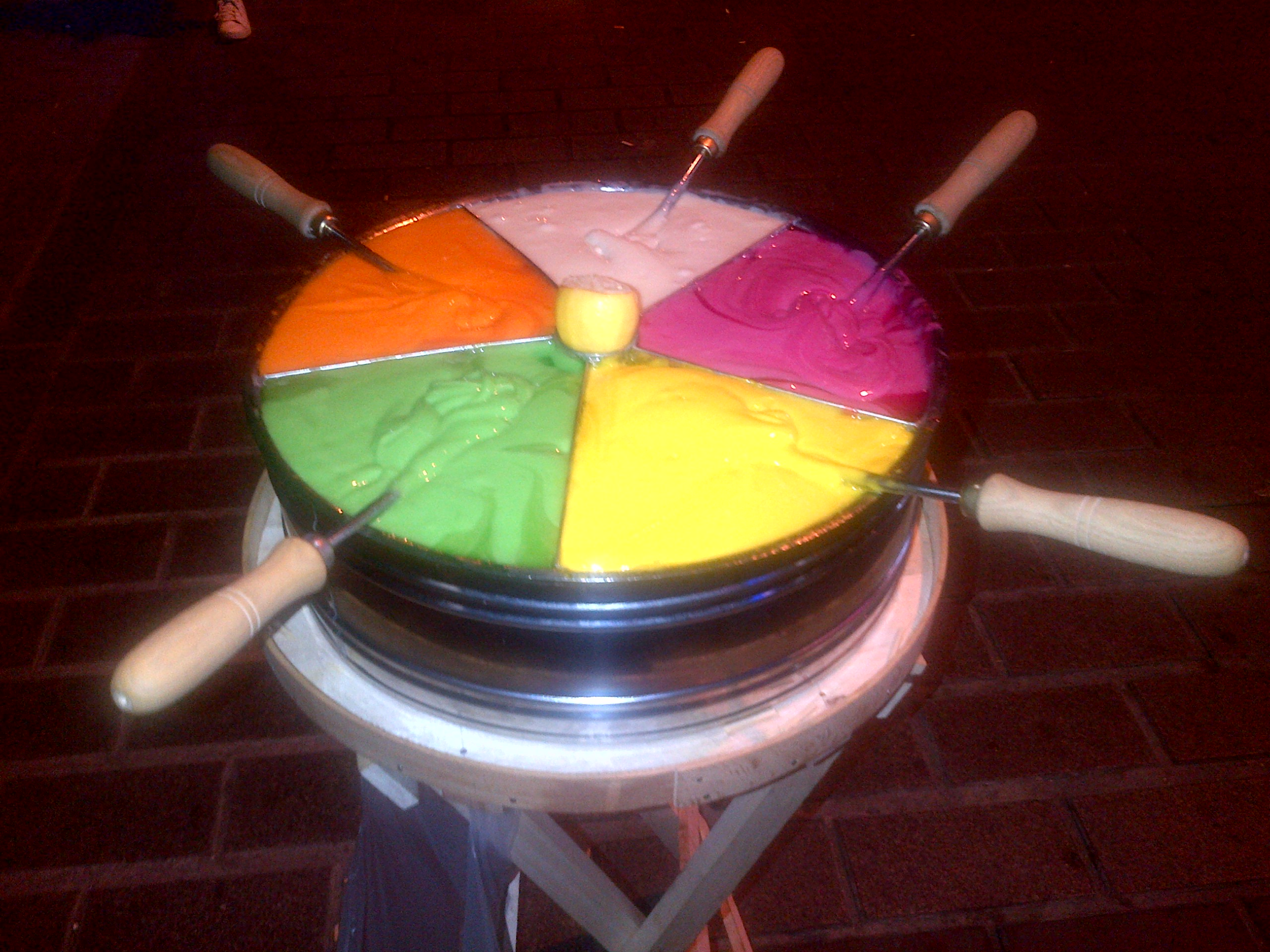
Macun nel suo contenitore tradizionale

Fra i dolci turchi ci sono parecchie specialità regionali:
- il Dilber dudağı ("le labbra dell'innamorata") è un pasticcino tipico delle città di Elazığ e Bursa;[9]
- Sempre dalla provincia di Bursa proviene il Kemalpaşa tatlısı, un dessert al formaggio.
- Da Erzurum proviene il Kaysefe, un dessert a base di frutta secca e burro fuso.
- Tipico di Urfa è il Şıllık, una crepe dolce ripiena di noci.[10]
- Il Macun, una pasta toffee multicolore, viene da Manisa, nella regione Egea;
- Il Nevzine tatlısı  è un dessert a base di tahina, pekmez e noci tipico della provincia di Kayseri.
- L'Höşmerim, un dessert a base di formaggio proviene dalla regione del Mar di Marmara;
- Il Künefe, un dolce mediorientale fatto con fili di kadayıf, che racchiudono uno strato di formaggio fuso, in Turchia è tipico della provincia di Hatay;
- Il Laz böreği è una specie di millefoglie tipico del mar Nero orientale;
- Il Cezerye è un dolce a base di carote tipico della provincia di Mersin;
- Lo Zerde è un budino dolce di riso proveniente dalla provincia di Edirne;
- Il Beypazarı kurusu è un biscotto secco proveniente dal distretto di Beypazarı (Ankara);
- Il Pişmaniye è una specie di zucchero filato con farina tostata e burro, tipico della provincia di Kocaeli;

Inoltre, nonostante siano nati a Istanbul, si dice che i migliori Baklava vengano prodotti a Gaziantep.

## Street Food
- L'Islak Hamburger[11] (letteralmente "hamburger bagnato") è una specialità della cucina di strada turca, particolarmente popolare a Istanbul. Si tratta di un panino farcito con un hamburger di carne di manzo, cotto al vapore e immerso in una salsa di pomodoro piccante e aglio. Dopo la cottura, il panino viene lasciato riposare in un contenitore chiuso, permettendo al vapore di ammorbidirlo ulteriormente e di far penetrare la salsa. Questa tecnica conferisce all'Islak Hamburger il suo caratteristico aspetto umido e il sapore intenso. Venduto principalmente nei chioschi di Taksim e nelle aree di grande affluenza notturna, l'Islak Hamburger è considerato un'iconica delizia da street food e un popolare spuntino post-serata.

## Bevande

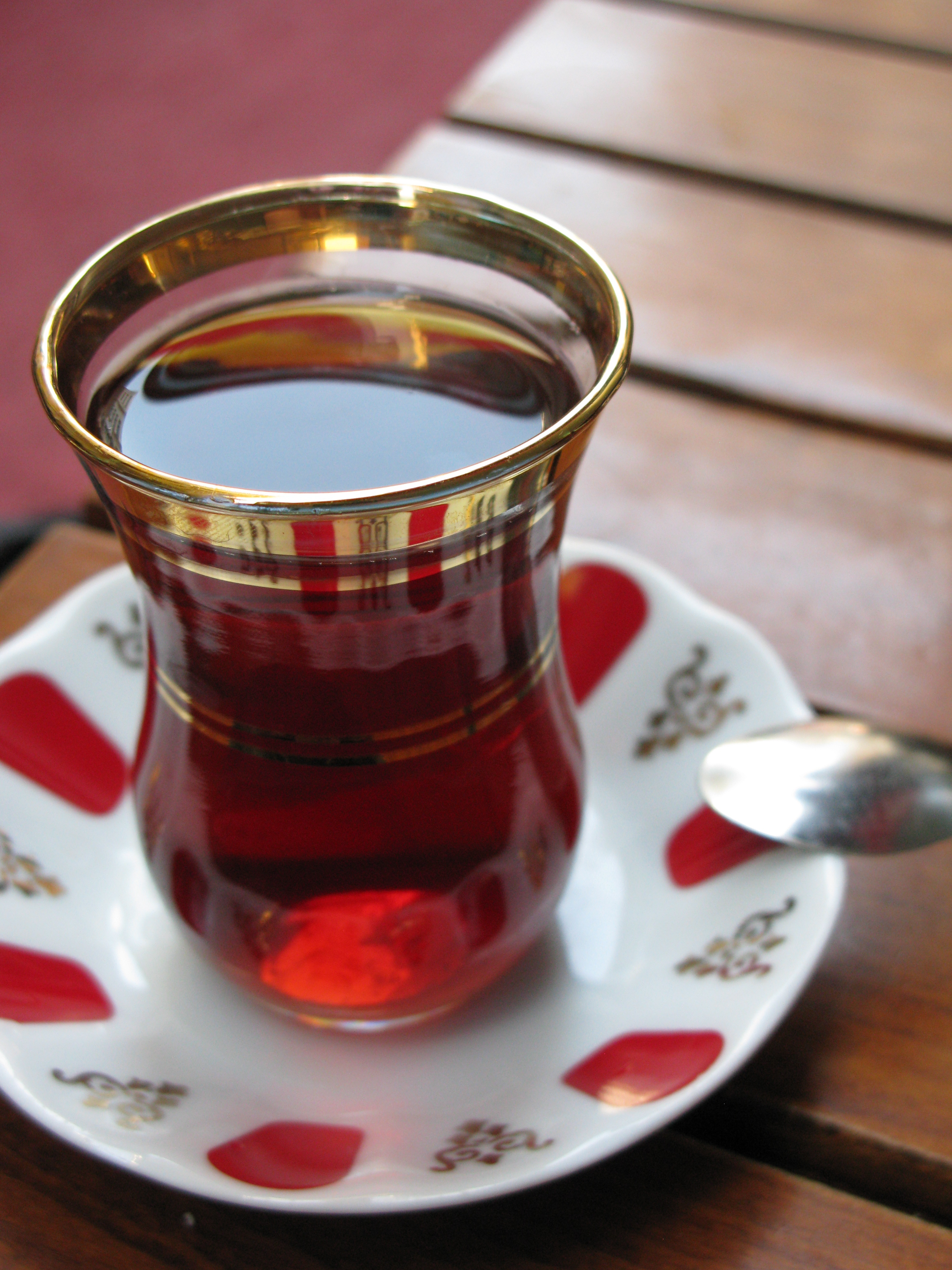
Te turco

### Bevande analcoliche

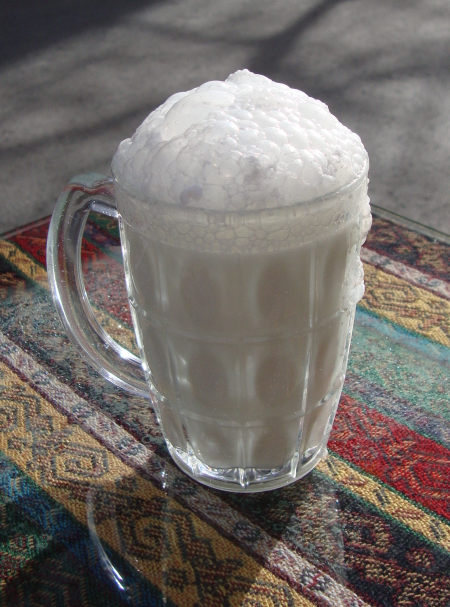
Ayran artigianale con schiuma o Susurluk ayranı

A colazione e durante tutto l'arco della giornata i turchi bevono il tè (çay), coltivato nella regione di Rize, sul Mar Nero, che viene consumato in grandi quantità. Il tè è preparato in Turchia con una particolare teiera che si compone di due parti. Il tè molto forte della teiera superiore viene diluito aggiungendo l'acqua calda contenuta nella teiera sottostante. 
La bevanda fredda più comune è l'ayran, che viene comunemente bevuto pasteggiando. L'ayran consiste in yogurt diluito con acqua, a cui è aggiunto del sale. 

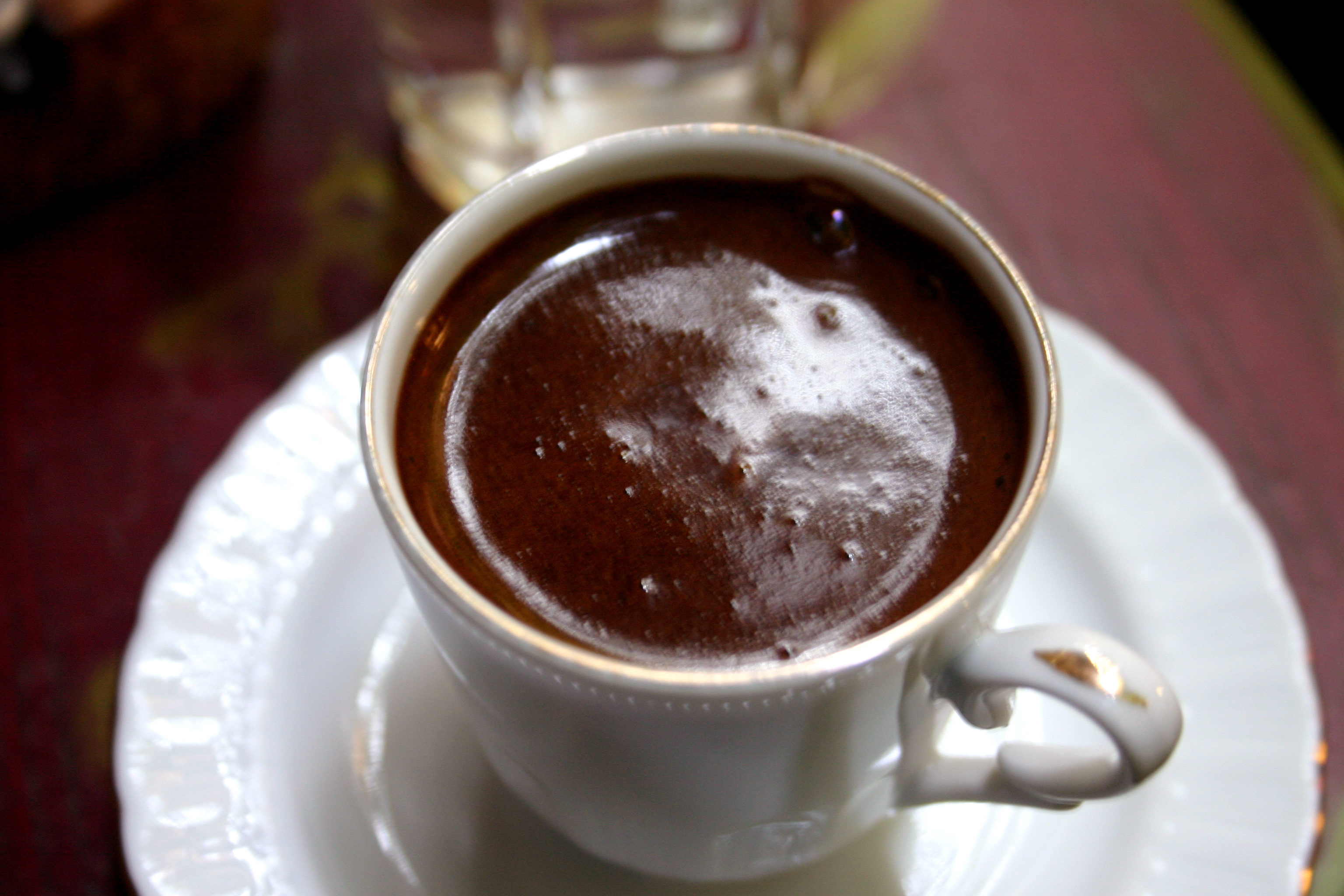
Una tazza di caffè turco

Molto conosciuto anche il particolare caffè turco che può essere preparato con molto zucchero (şekerli), mediamente zuccherato (orta şekerli)  o amaro (sade).
Altre bevande tipiche sono:
- Şalgam suyu (succo di rapa)
- Boza: una tradizionale bevanda invernale a base di grano fermentato
- Salep: altra tradizionale bevanda invernale dalla consistenza cremosa, che viene servita calda e spolverizzata con della cannella. Viene preparata utilizzando una farina estratta dai bulbi di alcuni tipi di orchidee.
- Şıra: bevanda analcolica a base di succo d'uva leggermente fermentato.

### Bevande alcoliche
Nonostante la stragrande maggioranza della popolazione turca sia di religione musulmana e circa l'83% dei turchi sia astemio, il consumo di bevande alcoliche rimane diffuso. Molti turchi si astengono comunque dal bere alcol durante il mese santo di Ramadan.
Esistono alcuni marchi nazionali di birre lager turche, come Tekel Birasi, Marmara34 e soprattutto Efes Pilsener. Inoltre una gran quantità di birre internazionali vengono prodotte in Turchia, tra queste: Skol, Beck's, Miller, Foster's, Carlsberg e Tuborg.
In Turchia sono presenti molte varietà di uva diverse e ci sono alcuni vini turchi che stanno acquisendo fama a livello internazionale. Tra questi: Kavaklıdere, Doluca, Corvus, Kayra, Pamukkale e Diren.
La bevanda alcolica più famosa rimane comunque il rakı, una bevanda tradizionale aromatizzata all'anice e dalla gradazione molto alta. Il rakı è considerata la bevanda nazionale e viene solitamente consumato pasteggiando, specialmente durante i pasti a base di pesce (“rakı-balık”) o con le meze. Questa bevanda può essere diluita con acqua e ghiaccio.